# كلوستريديوم عشبي
كلوستريديوم باسكوي أو كلوستريديوم عشبي أو كلوستريديوم المراعي هو نوع من البكتيريا من فصيلة كلوستريدياسيا.